# Приморская бановина
Приморская банови́на (сербохорв. Primorska banovina, Приморска бановина) — бановина в Королевстве Югославия в период с 1929 по 1939 год.

## География
Приморская бановина была расположена в западной части королевства, на территории современных Хорватии и Боснии и Герцеговины (область Далмация). На севере бановина граничила с Савской бановиной, на юге — с Зетской бановиной, на востоке — с Врбасской бановиной и Дринской бановинами.
Бановина получила своё название по побережью Адриатики. Её административным центром считался город Сплит.

## История
В 1939 году Приморская и Савская бановины были объединены в Хорватскую бановину.
В 1941 году, во время Второй мировой войны большая часть Приморской бановины вошла в состав Независимого государства Хорватия. Италия оккупировала далматинское побережье от Задара до Сплита.
После войны регион вошёл в СФРЮ в составе Социалистической республики Хорватии.

## Население
Религиозный состав населения 1931 году:
- православные — 138 375
- римо-католики — 692 496
- евангельские христиане — 211
- другие христиане — 618
- мусульмане — 69360
- другие — 600

## Баны
- Иво Тартаглия (1929—1932)
- Иосип Ябланович (1932—1935)
- Мирко Буич (1935—1939)